# Leoš Heger
Leoš Heger, né le 11 février 1948 à Hradec Králové, est un homme politique tchèque, membre du parti TOP 09.

## Biographie

### Formation et carrière
Diplômé de la faculté de médecine de l'université Charles de Prague, installée à Hradec Králové, il en a été le doyen et président du sénat académique entre 1990 et 1992. Il a d'abord été radiologue à l'hôpital de la ville, de 1991 à 1993, puis il a occupé la direction entre 1996 et 2009.

### Engagement politique
En 2002, alors membre du Parti démocratique civique (ODS), il est élu au conseil municipal de Hradec Králové. Il rejoint, quelques années plus tard, le parti TOP 09 et remporte, en 2010, un siège à la Chambre des députés. Le 13 juillet, il est nommé ministre de la Santé, dans le gouvernement de Petr Nečas, où il s'attache à réformer le système de santé publique et à lutter contre la corruption. Le 10 juillet 2013, l'indépendant Martin Holcát le remplace.